# Novo Celje
Novo Celje este o localitate din comuna Žalec, Slovenia, cu o populație de 13 locuitori.